# 피남팡 바항 국립중등학교
피남팡 바항 국립중등학교(말레이어: SMK Bahang Penampang)는 말레이시아 사바주 피남팡에 위치한 공립 중등학교이다. 이 학교의 학생들은 바항의 어린이들(말레이어: Budak Bahang)으로 알려져 있으며, 종종 데노님인 바항아이트(영어: Bahangite)로 부른다. 피남팡 내에서 코타키나발루 시에 근접한 유일한 학교이며, 한때는 "저질학교"로 비난을 받곤 했으나 최근 명문학교로 떠오르고 있다.
이 학교의 이름인 '바항'은 캄풍 코이두판과 카다잔두순문화협회 근처에 위치한 캄풍 바항(Kampung Bahang)에서 유래했다. 대부분의 학생들은 피남팡 출신이나, 푸타탄, 루양 및 코타키나발루 근교 도시에서 온 학생들도 있다. 이는 이 학교가 전략상 동공온 구역과 코타키나발루 사이에 위치하기 때문인 것으로 보인다. 또한 이 학교는 주변 마을들 및 주거지 부근에 위치한다.

## 역사
1994년 12월 당시 교육부 장관이었던 나집 라작(현 총리)에 의해 개교하였다. 당시 모토는 다함께 교육의 수월성을 실현하자(말레이어: Bersama Merealisasikan Kecermelangan Pendidikan)였다. 공사 직후 이 학교에는 24개의 교실이 있었다.
개교 당일 PMR 시험(중학교 하급 시험; 중3시험)을 마치고 중학교 상급 교육(4,5학년)을 시작하기 위해 새로 입학한 272명의 신입생들에게 6개의 교실을 제공하였고, 그 후 학생 수는 매년 증가하였다. 1995년 1월 특별교육관을 개관했는데, 이는 사바 전체에서 유일한 특별교육관으로써 나름의 이점을 갖게 되었다.

## 학급
중학교 하급단계인 1학년부터 3학년까지 학급을 보면, 1/2/3 Wawasan, 1/2/3 Perdana, 1/2/3 Bestari, 1/2/3 Cemerlang, 1/2/3 Dinamik, 1/2/3 Dedikasi, Peralihan (1학년만)으로 구성되어 있고, 중학교 상급단계인 4학년부터 5학년까지 학급을 보면 4/5 Science One, 4/5 Science Two, 4/5 Sport Science, 4/5 Perdana, 4/5 Bestari, 4/5 Cemerlang, 4/5 Dinamik으로 구성되어 있다. 이 학교는 대학교 예비 과정으로 중학교 6학년제(학교에 따라 A-Level을 하기도 하고, 아예 대학교에서 Foundation 과정을 하기도 한다)를 택하는데, 6학년 학급은 Upper/Lower 6 One, Upper/Lower 6 Two, Upper/Lower 6 Three로 구성되어 있다.
피남팡바항중학교는 최첨단 실험실을 갖추고 있으며, 계열에 따라 화학, 생물, 물리로 나뉘어 있다. 총 8개이다. 2013년 학업관(Academic Building)과 운영관(Administration Building)이 개관하였다.

## 사건

### 2004년 12월 31일의 화재
2004년 12월 31일 A관 맨 위층에서 화재가 있었다. 그 전인 2002년에 이미 화재가 한 차례 있었다. 그러나 이 화재가 다음 2005년 학기에 영향을 끼쳐, 컴퓨터실, 카페테리아, 실험실을 교실 대신 사용했다. 2005년 3학년이 된 학생들은 이 학교로부터 약 200m가량 떨어진 피남팡바항초등학교에서 새 학년을 시작했다.

## 스포츠 하우스
피남팡바항중학교의 스포츠 하우스(체육 팀) 이름은 보석의 색 이름에서 따왔다. 과거에는 4개뿐이었으나 현재는 2개가 추가되어 총 6개다. 매년 동공온 구역의 피남팡 스포츠 컴플렉스에서 체육대회를 여는데, 이들은 서로 경쟁한다. 스포츠 하우스들은 다음과 같다.
- 델리마 (빨강)
- 잠루드 (초록)
- 인탄 (노랑)
- 닐람 (파랑)
- 무티아라 (보라)
- 크리스탈 (주황)

## 역대 교장
| 대 | 이름                                            | 재임 기간       |
| -- | ----------------------------------------------- | --------------- |
| 1  | 걸리 탄                                         | 1995년          |
| 2  | 란게 마진톨                                     | 1995년 ~ 1997년 |
| 3  | 하지 자이누딘 빈 하룬                           | 1997년 ~ 2000년 |
| 4  | 다르만 샤 하지 아사킬                           | 2000년 ~ 2004년 |
| 5  | 매슬리 와힙                                     | 2004년          |
| 6  | A. 주나이다 빈티 유수푸                         | 2004년 ~ 2005년 |
| 7  | 모하마드 다르위스 빈 하지 촐레 (일명 하지 볼롱) | 2005년 ~ 2009년 |
| 8  | 클라레 다툭 발렌티네 시코돌 (일명 클라리)       | 2009년 ~ 현재   |

## 긱주
1. 1 2  “SMK Bahang ablaze again”. 《Daily Express (Malaysia)》. 2005년 1월 1일. 2015년 2월 16일에 원본 문서에서 보존된 문서. 2011년 1월 22일에 확인함.